# Rodion Jakowlewitsch Malinowski

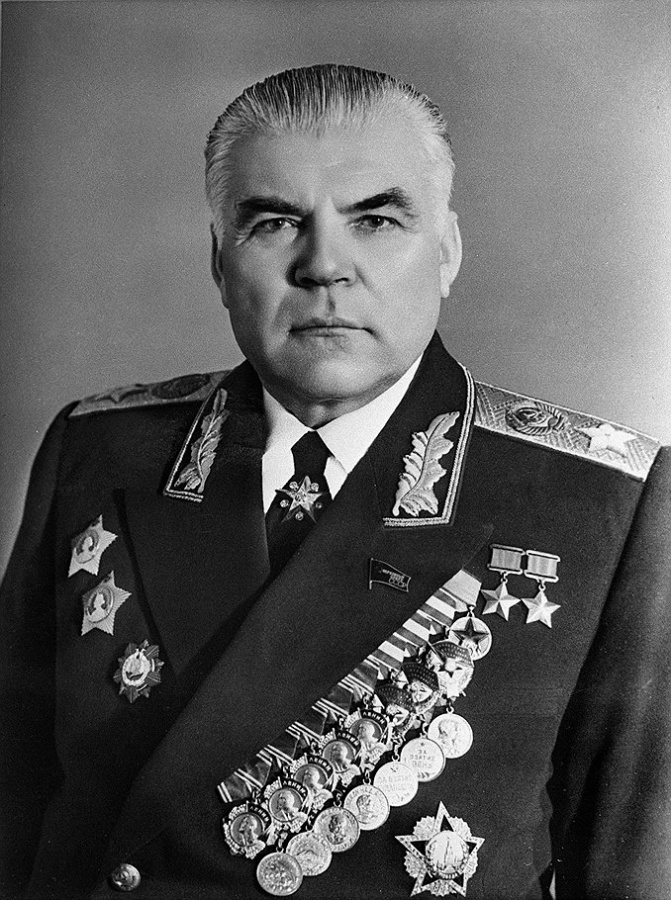
Rodion Malinowski

Rodion Jakowlewitsch Malinowski (russisch Родион Яковлевич Малиновский; * 11. Novemberjul. / 23. November 1898greg. in Odessa; † 31. März 1967 in Moskau) war ein Marschall der Sowjetunion und Oberbefehlshaber der sowjetischen Landstreitkräfte. Malinowski war von 1957 bis 1967 Verteidigungsminister der Sowjetunion.

## Leben
Malinowski besuchte die Schule bis zu seinem 12. Lebensjahr und arbeitete anschließend als Landarbeiter und Botenjunge. Nach Beginn des Ersten Weltkrieges 1914 gelang es ihm, als Minderjähriger in die Russische Armee einzutreten. Er wurde verwundet, zum Gefreiten befördert und kam 1916 mit dem Russischen Expeditionskorps an die Westfront nach Frankreich. Er kämpfte im Verband der 1. Brigade unter General Lochwitzki im Raum Reims, wurde nochmals verwundet und zum Zugführer befördert. Nach der Oktoberrevolution trat Malinowski für die Bolschewiki ein und wurde deshalb von den französischen Behörden festgenommen. Bis Ende des Krieges diente er dann noch bei der Légion Russe und wurde mit dem Croix de guerre ausgezeichnet.

### In der Roten Armee
Im August 1919 trat er nach seiner Rückkehr nach Russland in die Rote Armee ein und diente bis zum Ende des Bürgerkrieges im Fernen Osten, wo er gegen die Truppen des weißen Admirals Koltschak kämpfte. 1927 war er Bataillonskommandeur und begann ein Studium an der Frunse-Akademie, das er 1930 mit Auszeichnung absolvierte. Anschließend fand er Verwendung als Chef des Stabes und später als Kommandeur der 2. Kavallerie-Division. Nach einer vierjährigen Tätigkeit in der Operativen Verwaltung des Generalstabes der Roten Armee kommandierte er ein Kavallerie-Korps in Bessarabien. Unter dem Namen „Oberst Malino“ war er von Januar 1937 bis Mai 1938 als Militärberater auf der Seite der Republikanischen Regierung in Spanien tätig. Nach seiner Rückkehr in die UdSSR wurde er am 15. Juni 1938 zum Brigadekommandeur und arbeitete ab September 1939 als Dozent an der Frunse-Militärakademie. 

### Im Zweiten Weltkrieg
Am 4. Juni 1940 wurde er zum Generalmajor befördert und im März 1941 erfolgte seine Ernennung zum Kommandeur des 48. Schützenkorps der 9. selbständigen Armee im Militärbezirk Odessa.
Im August 1941 übernahm er das Kommando über die 6. Armee. Von Dezember 1941 bis Juli 1942 führte er die Südfront, seine Armeen nahmen zusammen mit Teilen der Südwestfront an der Barwenkowo-Losowajaer Operation teil. Ende November 1942 übernahm er den Oberbefehl der 2. Gardearmee, die in der Schlacht von Stalingrad den deutschen Versuch, die eingeschlossene deutsche 6. Armee zu entsetzen, beim Unternehmen Wintergewitter vereitelte. 
Im Februar 1943 übernahm er, zum Generaloberst befördert, das Kommando über die im Januar neu formierte Südfront. Im weiteren Kriegsverlauf wurde er zum Armeegeneral befördert und führte ab März 1943 die Südwestfront, die im Oktober in 3. Ukrainische Front umbenannt wurde. Ab Mai 1944 Oberbefehlshaber der 2. Ukrainischen Front, führte er zusammen mit Marschall Tolbuchin Ende August 1944 die Operation Jassy-Kischinew durch. Im September 1944 wurde er zum Marschall der Sowjetunion befördert und nahm die Kapitulation der rumänischen Truppen entgegen. Seine Front stieß durch Siebenbürgen und Ungarn vor, begann Ende Oktober 1944 die Schlacht um Budapest und stand im Frühjahr 1945 an der Grenze der Slowakei. Ab April 1945 war er Vorsitzender der Alliierten Kontrollkommission für Rumänien. Im August 1945 übernahm er das Kommando über die Transbaikalfront, die er zusammen mit der Mongolischen Revolutionären Volksarmee erfolgreich gegen die japanische Kwantung-Armee bei der sowjetischen Invasion der Mandschurei anführte.

### Nachkriegszeit

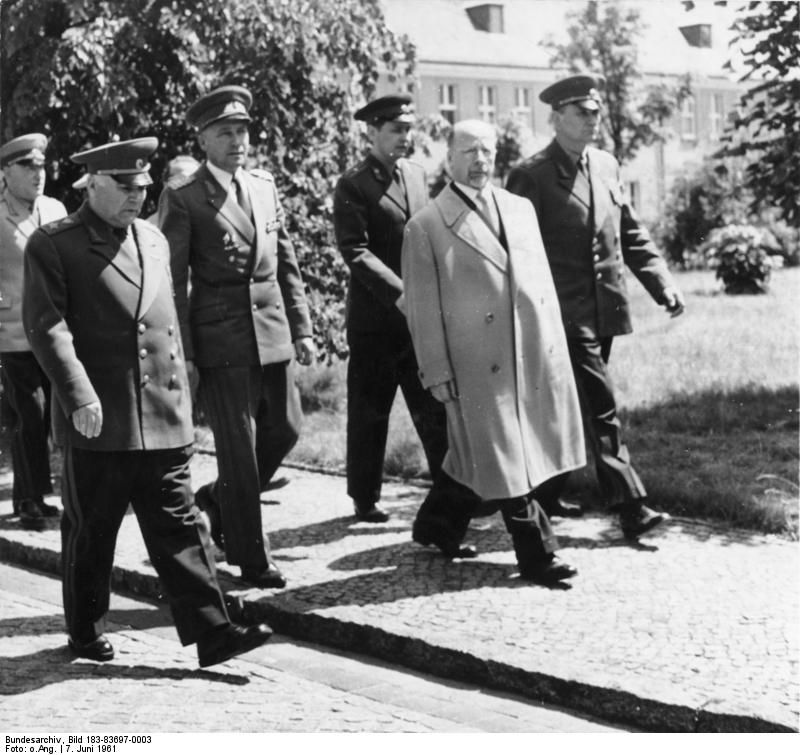
Malinowski mit DDR-Verteidigungsminister Heinz Hoffmann und Walter Ulbricht, 1961

Nach dem Ende des Krieges blieb Malinowski als Oberbefehlshaber des Transbaikalischen Militärbezirkes und ab 1947 als Oberkommandierender der Truppen des Fernen Ostens in diesem Teil der Sowjetunion. 1954 löste er Nikolai Krylow als Oberbefehlshaber des Fernöstlichen Militärbezirks ab. Während des Koreakrieges war er eng mit den nordkoreanischen und chinesischen Operationen verbunden.
Malinowski wurde im März 1956 Nachfolger Iwan Konews als Oberbefehlshaber der Landstreitkräfte der UdSSR und Erster Stellvertreter des Ministers für Verteidigung der UdSSR. Ein Jahr später löste er Georgi Schukow als Minister für Verteidigung der UdSSR ab. Dieses Amt hatte Malinowski bis zu seinem Tod inne.
Als Mitglied der KPdSU seit 1926 war Malinowski seit 1946 Abgeordneter im Obersten Sowjet der Sowjetunion und seit 1959 zugleich auch Abgeordneter des Obersten Sowjets der RSFSR. Er gehörte von 1952 bis 1967 dem ZK der KPdSU zunächst als Kandidat und ab 1956 als Vollmitglied an. Er war einer der wenigen Träger der höchsten militärischen Auszeichnung der Sowjetunion, des Siegesordens, außerdem wurde er zweimal als Held der Sowjetunion ausgezeichnet. Zudem erhielt er sechsmal den Leninorden, den Suworow-Orden I. Klasse, den Kutusoworden I. Klasse, das Georgskreuz 4. Stufe zum Orden des Heiligen Georg (September 1915) sowie zahlreiche weitere sowjetische und ausländische Orden und Medaillen. 1963 erhielt er die Ehrenbürgerwürde von Breslau.
In den letzten Jahren seines Lebens litt Malinowski unter Diabetes und Herzschwäche. Nach seinem Tod wurde seine Urne an der Kremlmauer in Moskau beigesetzt.
Später wurde der Militärakademie der Panzertruppen sein Name verliehen, ebenso trägt der Stadtrajon Malynowskyj in Odessa seit 1977 seinen Namen. Die Floridsdorfer Brücke in Wien war von 1946 bis 1956 nach ihm benannt. Ein zentraler Platz in Brünn trägt immer noch den Namen Malinovského náměstí. 
Er hinterließ seine Frau Raissa und vier Kinder, drei Söhne und eine Tochter.